# US Open de golf
Pour les articles homonymes, voir US Open.
L'US Open de golf, ou simplement dénommé le U.S. Open, est l'un des quatre tournois majeurs du golf professionnel masculin (avec le Masters, le British Open et le championnat de la PGA). Il s'agit d'un omnium disputé annuellement sur un parcours de golf aux États-Unis sélectionné en rotation. Actuellement[Quand ?], 114 éditions ont eu lieu pour 81 victoires de golfeurs américains.

## Histoire
Le premier US Open a eu lieu le 4 octobre 1895 sur un parcours composé de 9 trous à Newport, dans l'État du Rhode Island. Il a été disputé en 36 trous sur un seul jour, et 11 joueurs y participèrent : 10 professionnels et un amateur. Il existe également une version féminine du US Open, soit le US Open féminin de golf.

## Qualification
Le tournoi est ouvert à 156 joueurs. Ceux-ci sont soit exemptés de qualification, soit issus d'un tournoi de qualification.
La liste des exemptions possibles est de 16, les principales sont les suivantes :
1. Vainqueur des 10 derniers US Open
2. Vainqueur de l'un des 5 derniers tournois Majeurs
3. Les 30 premiers du classement PGA de l'année précédente
4. Les 15 premiers du classement du circuit européen de l'année précédente
5. Les 50 premiers du classement mondial deux semaines auparavant
6. Les 15 premiers de l'édition précédente

Le système de qualification est constitué d'un premier tour. Une centaine de tournois se déroulant en 18 trous qualifient les vainqueurs à un second tour. Celui-ci se déroule sous la forme de quelques tournois aux États-Unis, un en Europe et un au Japon, regroupant les vainqueurs du premier tour à d'autres joueurs exemptés de celui-ci. Ce deuxième tour se joue en 36 trous.
En plus du prix, le vainqueur se voit attribuer les privilèges suivants :
- il est automatiquement qualifié pour les 10 éditions suivantes de l'US Open
- il est automatiquement qualifié pour les 5 éditions suivantes des autres tournois Majeurs

Les 8 premiers sont également automatiquement qualifiés pour la version suivante du Masters.

## Vainqueurs
| Année | Vainqueur                             | Pays                                  | Parcours                                       | Lieu                                  | Score                                |
| ----- | ------------------------------------- | ------------------------------------- | ---------------------------------------------- | ------------------------------------- | ------------------------------------ |
| 1895  | Horace Rawlins                        | Angleterre                            | Newport Country Club                           | Newport, Rhode Island                 |                                      |
| 1896  | James Foulis                          | Écosse                                | Shinnecock Hills Golf Club                     | Southampton, New York                 |                                      |
| 1897  | Joe Lloyd                             | Angleterre                            | Chicago Golf Club                              | Wheaton, Illinois                     |                                      |
| 1898  | Fred Herd                             | Écosse                                | Myopia Hunt Club                               | South Hamilton, Massachusetts         |                                      |
| 1899  | Willie Smith                          | Écosse                                | Baltimore Country Club, East Course            | Lutherville-Timonium, Maryland        |                                      |
| 1900  | Harry Vardon                          | Angleterre                            | Chicago Golf Club                              | Wheaton, Illinois                     |                                      |
| 1901  | Willie Anderson                       | Écosse                                | Myopia Hunt Club                               | South Hamilton, Massachusetts         |                                      |
| 1902  | Laurie Auchterlonie                   | Écosse                                | Garden City Golf Club                          | Garden City, New York                 |                                      |
| 1903  | Willie Anderson                       | Écosse                                | Baltusrol Golf Club                            | Springfield, New Jersey               |                                      |
| 1904  | Willie Anderson                       | Écosse                                | Glen View Club                                 | Golf, Illinois                        |                                      |
| 1905  | Willie Anderson                       | Écosse                                | Myopia Hunt Club                               | South Hamilton, Massachusetts         |                                      |
| 1906  | Alex Smith                            | Écosse                                | Onwentsia Club                                 | Lake Forest, Illinois                 |                                      |
| 1907  | Alec Ross                             | Écosse                                | Philadelphia Cricket Club, St. Martin's Course | Philadelphia, Pennsylvanie            |                                      |
| 1908  | Fred McLeod                           | Écosse                                | Myopia Hunt Club                               | South Hamilton, Massachusetts         |                                      |
| 1909  | George Sargent                        | Angleterre                            | Englewood Golf Club                            | Englewood, New Jersey                 |                                      |
| 1910  | Alex Smith                            | Écosse                                | Philadelphia Cricket Club, St. Martin's Course | Philadelphia, Pennsylvanie            |                                      |
| 1911  | John McDermott                        | États-Unis                            | Chicago Golf Club                              | Wheaton, Illinois                     |                                      |
| 1912  | John McDermott                        | États-Unis                            | Country Club of Buffalo                        | Buffalo, New York                     |                                      |
| 1913  | Francis Ouimet (Am)                   | États-Unis                            | The Country Club                               | Brookline, Massachusetts              |                                      |
| 1914  | Walter Hagen                          | États-Unis                            | Midlothian Country Club                        | Midlothian, Illinois                  |                                      |
| 1915  | Jerome Travers (Am)                   | États-Unis                            | Baltusrol Golf Club                            | Springfield, New Jersey               |                                      |
| 1916  | Chick Evans (Am)                      | États-Unis                            | The Minikahda Club                             | Minneapolis, Minnesota                |                                      |
| 1917  | Annulé pendant la 1re Guerre mondiale | Annulé pendant la 1re Guerre mondiale | Annulé pendant la 1re Guerre mondiale          | Annulé pendant la 1re Guerre mondiale |                                      |
| 1918  | Annulé pendant la 1re Guerre mondiale | Annulé pendant la 1re Guerre mondiale | Annulé pendant la 1re Guerre mondiale          | Annulé pendant la 1re Guerre mondiale |                                      |
| 1919  | Walter Hagen                          | États-Unis                            | Brae Burn Country Club, Main Course            | West Newton, Massachusetts            |                                      |
| 1920  | Ted Ray                               | Angleterre                            | Inverness Club                                 | Toledo, Ohio                          |                                      |
| 1921  | Jim Barnes                            | États-Unis                            | Columbia Country Club                          | Chevy Chase, Maryland                 |                                      |
| 1922  | Gene Sarazen                          | États-Unis                            | Skokie Country Club                            | Glencoe, Illinois                     |                                      |
| 1923  | Bobby Jones (Am)                      | États-Unis                            | Inwood Country Club                            | Inwood, New York                      |                                      |
| 1924  | Cyril Walker                          | Angleterre                            | Oakland Hills Country Club, South Course       | Bloomfield Hills, Michigan            |                                      |
| 1925  | Willie Macfarlane                     | Écosse                                | Worcester Country Club                         | Worcester, Massachusetts              |                                      |
| 1926  | Bobby Jones (Am)                      | États-Unis                            | Scioto Country Club                            | Columbus, Ohio                        |                                      |
| 1927  | Tommy Armour                          | États-Unis                            | Oakmont Country Club                           | Oakmont, Pennsylvania                 |                                      |
| 1928  | Johnny Farrell                        | États-Unis                            | Olympia Fields Country Club                    | Olympia Fields, Illinois              |                                      |
| 1929  | Bobby Jones (Am)                      | États-Unis                            | Winged Foot Golf Club, West Course             | Mamaroneck, New York                  |                                      |
| 1930  | Bobby Jones (Am)                      | États-Unis                            | Interlachen Country Club                       | Edina, Minnesota                      | −1                                   |
| 1931  | Billy Burke                           | États-Unis                            | Inverness Club                                 | Toledo, Ohio                          | +4                                   |
| 1932  | Gene Sarazen                          | États-Unis                            | Fresh Meadow Country Club                      | Great Neck, New York                  | +6                                   |
| 1933  | Johnny Goodman (Am)                   | États-Unis                            | North Shore Country Club                       | Glenview, Illinois                    | −1                                   |
| 1934  | Olin Dutra                            | États-Unis                            | Merion Golf Club, East Course                  | Ardmore, Pennsylvanie                 | +13                                  |
| 1935  | Sam Parks, Jr                         | États-Unis                            | Oakmont Country Club                           | Oakmont, Pennsylvanie                 | +11                                  |
| 1936  | Tony Manero                           | États-Unis                            | Baltusrol Golf Club, Upper Course              | Springfield, New Jersey               | −2                                   |
| 1937  | Ralph Guldahl                         | États-Unis                            | Oakland Hills Country Club, South Course       | Bloomfield Hills, Michigan            | +1                                   |
| 1938  | Ralph Guldahl                         | États-Unis                            | Cherry Hills Country Club                      | Cherry Hills Village, Colorado        | E PO                                 |
| 1939  | Byron Nelson                          | États-Unis                            | Philadelphia Country Club                      | Gladwyne, Pennsylvania                | −4                                   |
| 1940  | Lawson Little                         | États-Unis                            | Canterbury Golf Club                           | Beachwood, Ohio                       | −1                                   |
| 1941  | Craig Wood                            | États-Unis                            | Colonial Country Club                          | Fort Worth, Texas                     | +4                                   |
| 1942  | Annulé pendant la 2e Guerre mondiale  | Annulé pendant la 2e Guerre mondiale  | Annulé pendant la 2e Guerre mondiale           | Annulé pendant la 2e Guerre mondiale  | Annulé pendant la 2e Guerre mondiale |
| 1943  | Annulé pendant la 2e Guerre mondiale  | Annulé pendant la 2e Guerre mondiale  | Annulé pendant la 2e Guerre mondiale           | Annulé pendant la 2e Guerre mondiale  | Annulé pendant la 2e Guerre mondiale |
| 1944  | Annulé pendant la 2e Guerre mondiale  | Annulé pendant la 2e Guerre mondiale  | Annulé pendant la 2e Guerre mondiale           | Annulé pendant la 2e Guerre mondiale  | Annulé pendant la 2e Guerre mondiale |
| 1945  | Annulé pendant la 2e Guerre mondiale  | Annulé pendant la 2e Guerre mondiale  | Annulé pendant la 2e Guerre mondiale           | Annulé pendant la 2e Guerre mondiale  | Annulé pendant la 2e Guerre mondiale |
| 1946  | Lloyd Mangrum                         | États-Unis                            | Canterbury Golf Club                           | Beachwood, Ohio                       | -4 PO                                |
| 1947  | Lew Worsham                           | États-Unis                            | St. Louis Country Club                         | Saint Louis, Missouri                 | -2 PO                                |
| 1948  | Ben Hogan                             | États-Unis                            | Riviera Country Club                           | Pacific Palisades, Californie         | -8                                   |
| 1949  | Cary Middlecoff                       | États-Unis                            | Medinah Country Club, Course No. 3             | Medinah, Illinois                     | +2                                   |
| 1950  | Ben Hogan                             | États-Unis                            | Merion Golf Club, East Course                  | Ardmore, Pennsylvania                 | +7 PO                                |
| 1951  | Ben Hogan                             | États-Unis                            | Oakland Hills Country Club, South Course       | Bloomfield Hills, Michigan            | +7                                   |
| 1952  | Julius Boros                          | États-Unis                            | Northwood Club                                 | Dallas, Texas                         | +1                                   |
| 1953  | Ben Hogan                             | États-Unis                            | Oakmont Country Club                           | Oakmont, Pennsylvania                 | -5                                   |
| 1954  | Ed Furgol                             | États-Unis                            | Baltusrol Golf Club, Lower Course              | Springfield, New Jersey               | +4                                   |
| 1955  | Jack Fleck                            | États-Unis                            | Olympic Club, Lake Course                      | San Francisco, California             | +7 PO                                |
| 1956  | Cary Middlecoff                       | États-Unis                            | Oak Hill Country Club, East Course             | Rochester, New York                   | +1                                   |
| 1957  | Dick Mayer                            | États-Unis                            | Inverness Club                                 | Toledo, Ohio                          | +2 PO                                |
| 1958  | Tommy Bolt                            | États-Unis                            | Southern Hills Country Club                    | Tulsa, Oklahoma                       | +3                                   |
| 1959  | Billy Casper                          | États-Unis                            | Winged Foot Golf Club, West Course             | Mamaroneck, New York                  | +2                                   |
| 1960  | Arnold Palmer                         | États-Unis                            | Cherry Hills Country Club                      | Cherry Hills Village, Colorado        | -4                                   |
| 1961  | Gene Littler                          | États-Unis                            | Oakland Hills Country Club, South Course       | Bloomfield Hills, Michigan            | +1                                   |
| 1962  | Jack Nicklaus                         | États-Unis                            | Oakmont Country Club                           | Oakmont, Pennsylvania                 | -1 PO                                |
| 1963  | Julius Boros                          | États-Unis                            | The Country Club                               | Brookline, Massachusetts              | +9 PO                                |
| 1964  | Ken Venturi                           | États-Unis                            | Congressional Country Club, Blue Course        | Bethesda, Maryland                    | -2                                   |
| 1965  | Gary Player                           | Afrique du Sud                        | Bellerive Country Club                         | Saint Louis, Missouri                 | +2 PO                                |
| 1966  | Billy Casper                          | États-Unis                            | Olympic Club, Lake Course                      | San Francisco, Californie             | -2 PO                                |
| 1967  | Jack Nicklaus                         | États-Unis                            | Baltusrol Golf Club, Lower Course              | Springfield, New Jersey               | -5                                   |
| 1968  | Lee Trevino                           | États-Unis                            | Oak Hill Country Club, East Course             | Rochester, New York                   | -5                                   |
| 1969  | Orville Moody                         | États-Unis                            | Champions Golf Club, Cypress Creek Course      | Houston, Texas                        | +1                                   |
| 1970  | Tony Jacklin                          | Angleterre                            | Hazeltine National Golf Club                   | Chaska, Minnesota                     | -7                                   |
| 1971  | Lee Trevino                           | États-Unis                            | Merion Golf Club                               | Ardmore, Pennsylvania                 | E PO                                 |
| 1972  | Jack Nicklaus                         | États-Unis                            | Pebble Beach Golf Links                        | Pebble Beach, California              | +2                                   |
| 1973  | Johnny Miller                         | États-Unis                            | Oakmont Country Club                           | Oakmont, Pennsylvania                 | -5                                   |
| 1974  | Hale Irwin                            | États-Unis                            | Winged Foot Golf Club, West Course             | Mamaroneck, New York                  | +7                                   |
| 1975  | Lou Graham                            | États-Unis                            | Medinah Country Club, Course No. 3             | Medinah, Illinois                     | +3 PO                                |
| 1976  | Jerry Pate                            | États-Unis                            | Atlanta Athletic Club, Highlands Course        | Duluth, Georgia                       | -3                                   |
| 1977  | Hubert Green                          | États-Unis                            | Southern Hills Country Club                    | Tulsa, Oklahoma                       | -2                                   |
| 1978  | Andy North                            | États-Unis                            | Cherry Hills Country Club                      | Cherry Hills Village, Colorado        | +1                                   |
| 1979  | Hale Irwin                            | États-Unis                            | Inverness Club                                 | Toledo, Ohio                          | E                                    |
| 1980  | Jack Nicklaus                         | États-Unis                            | Baltusrol Golf Club, Lower Course              | Springfield, New Jersey               | -8                                   |
| 1981  | David Graham                          | Australie                             | Merion Golf Club, East Course                  | Ardmore, Pennsylvania                 | -7                                   |
| 1982  | Tom Watson                            | États-Unis                            | Pebble Beach Golf Links                        | Pebble Beach, California              | -6                                   |
| 1983  | Larry Nelson                          | États-Unis                            | Oakmont Country Club                           | Oakmont, Pennsylvania                 | -4                                   |
| 1984  | Fuzzy Zoeller                         | États-Unis                            | Winged Foot Golf Club, West Course             | Mamaroneck, New York                  | -4 PO                                |
| 1985  | Andy North                            | États-Unis                            | Oakland Hills Country Club, South Course       | Bloomfield Hills, Michigan            | -1                                   |
| 1986  | Raymond Floyd                         | États-Unis                            | Shinnecock Hills Golf Club                     | Southampton, New York                 | -1                                   |
| 1987  | Scott Simpson                         | États-Unis                            | Olympic Club, Lake Course                      | San Francisco, Californie             | -3                                   |
| 1988  | Curtis Strange                        | États-Unis                            | The Country Club                               | Brookline, Massachusetts              | -6 PO                                |
| 1989  | Curtis Strange                        | États-Unis                            | Oak Hill Country Club, East Course             | Rochester, New York                   | -2                                   |
| 1990  | Hale Irwin                            | États-Unis                            | Medinah Country Club, Course No. 3             | Medinah, Illinois                     | -8 PO                                |
| 1991  | Payne Stewart                         | États-Unis                            | Hazeltine National Golf Club                   | Chaska, Minnesota                     | -6 PO                                |
| 1992  | Tom Kite                              | États-Unis                            | Pebble Beach Golf Links                        | Pebble Beach, California              | -3                                   |
| 1993  | Lee Janzen                            | États-Unis                            | Baltusrol Golf Club, Lower Course              | Springfield, New Jersey               | -8                                   |
| 1994  | Ernie Els                             | Afrique du Sud                        | Oakmont Country Club                           | Oakmont, Pennsylvanie                 | -5 PO                                |
| 1995  | Corey Pavin                           | États-Unis                            | Shinnecock Hills Golf Club                     | Southampton, New York                 | E                                    |
| 1996  | Steve Jones                           | États-Unis                            | Oakland Hills Country Club, South Course       | Bloomfield Hills, Michigan            | -2                                   |
| 1997  | Ernie Els                             | Afrique du Sud                        | Congressional Country Club, Blue Course        | Bethesda, Maryland                    | -4                                   |
| 1998  | Lee Janzen                            | États-Unis                            | Olympic Club, Lake Course                      | San Francisco, Californie             | E                                    |
| 1999  | Payne Stewart                         | États-Unis                            | Pinehurst Resort, Course No. 2                 | Pinehurst, Caroline du Nord           | -1                                   |
| 2000  | Tiger Woods                           | États-Unis                            | Pebble Beach Golf Links                        | Pebble Beach, Californie              | -12                                  |
| 2001  | Retief Goosen                         | Afrique du Sud                        | Southern Hills Country Club                    | Tulsa, Oklahoma                       | -4 PO                                |
| 2002  | Tiger Woods                           | États-Unis                            | Bethpage State Park, Black Course              | Farmingdale, New York                 | -3                                   |
| 2003  | Jim Furyk                             | États-Unis                            | Olympia Fields Country Club                    | Olympia Fields, Illinois              | -8                                   |
| 2004  | Retief Goosen                         | Afrique du Sud                        | Shinnecock Hills Golf Club                     | Southampton, New York                 | -4                                   |
| 2005  | Michael Campbell                      | Nouvelle-Zélande                      | Pinehurst Resort, Course No. 2                 | Pinehurst, Caroline du Nord           | E                                    |
| 2006  | Geoff Ogilvy                          | Australie                             | Winged Foot Golf Club, West Course             | Mamaroneck, New York                  | +5                                   |
| 2007  | Ángel Cabrera                         | Argentine                             | Oakmont Country Club                           | Oakmont, Pennsylvanie                 | +5                                   |
| 2008  | Tiger Woods                           | États-Unis                            | Torrey Pines Golf Course, South Course         | La Jolla, Californie                  | -1 PO                                |
| 2009  | Lucas Glover                          | États-Unis                            | Bethpage State Park, Black Course              | Bethpage, New York                    | -4                                   |
| 2010  | Graeme McDowell                       | Irlande du Nord                       | Pebble Beach Golf Links                        | Pebble Beach, Californie              | E                                    |
| 2011  | Rory McIlroy                          | Irlande du Nord                       | Congressional Country Club                     | Bethesda, Maryland                    | -16                                  |
| 2012  | Webb Simpson                          | États-Unis                            | Olympic Club, Lake Course                      | San Francisco, Californie             | +1                                   |
| 2013  | Justin Rose                           | Angleterre                            | Merion Golf Club, East Course                  | Ardmore, Pennsylvanie                 | +1                                   |
| 2014  | Martin Kaymer                         | Allemagne                             | Pinehurst Resort, Course No. 2                 | Pinehurst, Caroline du Nord           | -9                                   |
| 2015  | Jordan Spieth                         | États-Unis                            | Chambers Bay                                   | University Place, Washington          | -5                                   |
| 2016  | Dustin Johnson                        | États-Unis                            | Oakmont Country Club                           | Oakmont, Pennsylvanie                 | -4                                   |
| 2017  | Brooks Koepka                         | États-Unis                            | Erin Hills                                     | Erin, Wisconsin                       | -16                                  |
| 2018  | Brooks Koepka                         | États-Unis                            | Shinnecock Hills Golf Club                     | Southampton, New York                 | +1                                   |
| 2019  | Gary Woodland                         | États-Unis                            | Pebble Beach Golf Links                        | Pebble Beach, Californie              | -13                                  |
| 2020  | Bryson DeChambeau                     | États-Unis                            | Winged Foot Golf Club                          | Mamaroneck, New York                  | -6                                   |
| 2021  | Jon Rahm                              | Espagne                               | Torrey Pines Golf Course, South Course         | La Jolla, Californie                  | -6                                   |
| 2022  | Matthew Fitzpatrick                   | Angleterre                            | The Country Club                               | Brookline, Massachusetts              | -6                                   |
| 2023  | Wyndham Clark                         | États-Unis                            | Los Angeles Country Club                       | Los Angeles, Californie               | -10                                  |
| 2024  | Bryson DeChambeau                     | États-Unis                            | Pinehurst Resort                               | Pinehurst, Caroline du nord           | -6                                   |

 PO  - Gagné en Playoff
Am = Amateur

## Vainqueurs multiples
Vainqueurs de plus d'une édition de l'US Open.
4 victoires :
- Écosse Willie Anderson : 1901, 1903, 1904, 1905
- États-Unis Bobby Jones : 1923, 1926, 1929, 1930
- États-Unis Ben Hogan : 1948, 1950, 1951, 1953
- États-Unis Jack Nicklaus : 1962, 1967, 1972, 1980

3 victoires :
- États-Unis Hale Irwin : 1974, 1979, 1990
- États-Unis Tiger Woods : 2000, 2002, 2008

2 victoires :
- Écosse Alex Smith : 1906, 1910
- États-Unis John J. McDermott : 1911, 1912
- États-Unis  Walter Hagen : 1914, 1919
- États-Unis Gene Sarazen : 1922, 1932
- États-Unis Ralph Guldahl : 1937, 1938
- États-Unis Cary Middlecoff : 1949, 1956
- États-Unis Julius Boros : 1952, 1963
- États-Unis Billy Casper : 1959, 1966
- États-Unis Lee Trevino : 1969, 1971
- États-Unis Andy North : 1978, 1985
- États-Unis Curtis Strange : 1988, 1989
- États-Unis Payne Stewart : 1991, 1999
- États-Unis Lee Janzen : 1993, 1998
- Afrique du Sud Ernie Els : 1994, 1997
- Afrique du Sud Retief Goosen : 2001, 2004
- États-Unis Brooks Keopka : 2017, 2018

## Records
- Plus vieux vainqueur : Hale Irwin en 1990 à 45 ans et 15 jours.
- Plus jeune vainqueur : John McDermott en 1911 à 19 ans, 10 mois et 14 jours.
- Plus grand nombre de victoires consécutives : 3 par Willie Anderson 1903 à 1905.
- Plus grand nombre de participations consécutives : 44 par Jack Nicklaus entre 1957 et 2000.
- Plus grande marge avec le 2e : 15 coups par Tiger Woods au Pebble Beach Golf Links en 2000. C'est le record absolu de tous les tournois majeurs.

## Parcours futurs
| Année | Édition | Parcours                       | Location                    | Dates      | Éditions antérieures                                 |
| ----- | ------- | ------------------------------ | --------------------------- | ---------- | ---------------------------------------------------- |
| 2024  | 124e    | Pinehurst Resort, Course No. 2 | Pinehurst, Caroline du Nord | 13–16 juin | 1999, 2005, 2014                                     |
| 2025  | 125e    | Oakmont Country Club           | Plum, Pennsylvanie          | 12–15 juin | 1927, 1935, 1953, 1962, 1973, 1983, 1994, 2007, 2016 |
| 2026  | 126e    | Shinnecock Hills Golf Club     | Shinnecock Hills, New York  | 18–21 juin | 1896, 1986, 1995, 2004, 2018                         |
| 2027  | 127e    | Pebble Beach Golf Links        | Pebble Beach, Californie    | 17–20 juin | 1972, 1982, 1992, 2000, 2010, 2019                   |
| 2028  | 128e    | Winged Foot Golf Club          | Mamaroneck, New York        | 15–18 juin | 1929, 1959, 1974, 1984, 2006, 2020                   |
| 2029  | 129e    | Pinehurst Resort, Course No. 2 | Pinehurst, Caroline du Nord | TBD        | 1999, 2005, 2014, 2024                               |